# Шилл, Стив
Стив Шилл (англ. Steve Shill) — британский режиссёр, кино, сценарист и продюсер кино и телевидения.

## Карьера
Он поступил в Кезикскую гимназию в Кезике, Кумбрии, Англии в 1970-х годах.
Он изучал изящные искусства в Лидском университете, а потом стал работать в театре.
После завершения режиссёрского курса, он начал карьеру режиссёра телевидения с эпизодов сериалов «Жители Ист-Энда» и «Катастрофа» для BBC. Шилл создал идею «Теда и Алисы» для Granada TV с Дон Френч в главной роли.
Он переехал в США и работал над многими успешными шоу, созданными кабельным каналом HBO, включая «Клан Сопрано», «Прослушка», «Рим», «Карнавал», «Дедвуд» и «Большая любовь».
Он снял пилотный эпизод сериала канала Showtime «Тюдоры» и работал постоянным режиссёром в течение первого сезона.
Шилл также был режиссёром многих эпизодов запоминающихся кабельных программ, включая сериалы «Закон и порядок», «Крадущийся в ночи», «Нашествие», «Женщина-президент», «Скорая помощь» и «Западное крыло».
Шилл присоединился к западной драме канала HBO «Дедвуд» в качестве режиссёра для первого сезона в 2004 году. Сериал был создан Дэвидом Милчем и фокусировался на растущем городе на американском западе. Шилл снял эпизод «Эти башмачки только для прогулок». Он вернулся как режиссёр во втором сезоне в 2005 году и также написал сценарий к эпизоду. Шилл снял эпизод «Новые деньги» и написал сценарий и был режиссёром эпизода «Кое-что очень дорогое». Шилл и состав сценаристов был номинирован премию Гильдии сценаристов США за лучший драматический сериал на церемонии в феврале 2006 года за их работу над вторым сезоном.
Он снял полнометражный фильм «Одержимость» с Идрисом Эльбой, Бейонсе Ноулз и Эли Лартер в главных ролях. Фильм первым стартовал в США в апреле 2009 года, собрав почти $70 миллионов в прокате и став вторым самым кассовым фильмом компании Screen Gems.
В 2010 году, он снял эпизод «Painkiller» первого сезона юридического драматического сериала «Хорошая жена».
Шилл играл в фильмах «Последнее искушение Христа», «Кинси» и «Быть человеком».
В 2010 году, Шилл получил премию «Эмми» за лучшую режиссуру драматического сериала за «Декстера».